# Пелелиу (штат)
Пелелиу (палау Peleliu) — штат в микронезийском государстве Палау в Тихом океане. Расположен на острове Пелелиу к северо-востоку от острова Ангаур и к югу от Корора. Пелелиу имеет общую площадь 13 км² (5 миль²). Административный центр штата — Клоулклабед (палау Kloulklubedi).

## География
Пелелиу находится примерно в 10 километрах к северо-востоку от острова Ангаур и в 40 километрах к юго-западу от острова Корор. В состав штата входят острова Пелелиу, Нджбед (палау Ngebad), Нджесуолл (палау Ngesuall) и другие. Общая площадь штата составляет около 19,52 км².
Как и Ангаур, основной остров штата имеет коралловое происхождение и представляет собой поднятый атолл. Рельеф острова преимущественно равнинный, за исключением крутого хребта на западной стороне, названного Хребтом Кровавого Носа (англ. Bloody Nose Ridge) во время Второй мировой войны, который достигает высоты 75 метров, и второй возвышенности, поднимающеюся на высоту чуть более 50 метром на северной оконечности острова.

## Население
Население штата по данным переписи 2015 года — 484 человека. Большая часть населения острова проживает в деревне Клоулклабед, которая является столицей штата на северо-западном побережье. В общей сложности, включая столицу, насчитывается четыре деревни:
- Клоулклабед (северо-запад)
- Имелехол (северо-восток)
- Ладемисанг (самый южный, в центральной части острова)
- Онгейдель (самый северный)

## Политическое устройство
В штате Пелелиу есть выборный глава администрации с трехлетним сроком полномочий — губернатор. Законодательное собрание штата также избирается каждые три года. Население штата избирает одного из членов Палаты делегатов Палау. Обак — титул традиционного верховного вождя штата.

###### Губернаторы
- Кангичи Учау — занимал пост губернатора Пелелиу с 2009 по 2013 год.
- Темми Шмуль — занимал пост губернатора Пелелиу в течение 3 сроков с января 2013 по январь 2022 года.
- Эмайс Робертс — занимает пост губернатора Пелелиу с 2022 года.

###### Флаг
На флаге изображена местная птица — микронезийский плодоядный голубь (Ducula oceanica). Синий цвет символизирует океан, а пять звезд — пять населенных пунктов Пелелиу.

## Поле боя Пелелиу
Весь остров внесен в Национальный реестр исторических мест как «поле битвы Пелелиу» и признан Национальным историческим памятником США.